# Ягве
Я́гве, Я́хве (дав-євр. «Вічне буття»), староцерк.-слов. Сий "Сущий" — одне з численних імен Бога в юдаїзмі і християнстві  (не варто плутати з титулами, такими як Ель, Адонай, Елохім, Саваоф, Еліон, Шаддай), яке у сучасному біблієзнавстві прийнято тлумачити як «Той, Хто змушує бути» або «Той, Хто є причиною буття». Відповідно до теорії чотирьох джерел, що лежить в основі П'ятикнижжя, джерела, що умовно позначаються латинськими літерами E (Елохіст) і P (жрецький), які не згадують імені Яхве, поки воно не було відкрито Богом Мойсею (Вих. 3:13-14), в той час як джерело J (так званий Яхвист) користується цим ім'ям, маючи на увазі таким чином, що це ім'я таке ж давнє, як й історія Авраама. Протягом усієї Біблії згадується понад 7000 разів, що набагато частіше, ніж які-небудь інші імена Бога. Ім'я служить позначенням Бога як Істоти милостивої й милосердної.
Деякі ранні християнські письменники, які писали грецькою мовою, свідчать, що ім'я יהוה вимовлялося як Яхве. Це підтверджується принаймні для голосної першого складу, наявністю скороченої форми יָה — Ях (наприклад, Вих. 15: 2) і яху або ях (у кінцевому складі багатьох єврейських особистих імен). Пояснення імені, дане у Вих. 3:14 (ехіе-Ашер-ехіе — Я є Той, Хто є), — приклад народної етимології, характерної для біблійної системи пояснення назв. Однак немає сумніву, що це ім'я походить від кореня היה (бути). 
Щоб уникнути проголошення навіть священного імені Адонай замість Яхве, увійшло у звичай вимовляти на івриті Ха-Шем або арамейською Шма (Ім'я). Заборону на проголошення вголос імені Яхве прийнято пояснювати повагою до імені Бога; заборона спирається на розширене тлумачення третьої заповіді (Вих. 20: 7; Втор. 5:11; див. Десять заповідей), забороняється вимовляти ім'я Бога даремно (прямий сенс заповіді — заборона помилково клястися ім'ям Бога).
Російський професор-шумеролог В. Ємельянов наводить дані, що ім'я єврейського бога Яхве, згадується у 18 ст. до н. е. в глиняних табличках міста Марі на Євфраті. Причому саме слово «яхве» в даних текстах вживалося поряд з іменами язичницьких богів як граматична форма й перекладалося як «хай живе».

## Ім'я

### Реконструкція вимови
Тетраграматон (ЙГВГ) — транслітерація на українську мову Божого імені, чотирьох приголосних букв давньоєврейської мови — יהוה (Йуд-Гей-Вав-Хей) — на відміну від інших імен Бога в юдаїзмі, в Старому Завіті (Танах).
Проголошення імені Бога в юдаїзмі табуйовано, що, зокрема, ґрунтується на тлумаченні єврейськими мудрецями уривка Тори «...Ось Ймення Моє навіки...» (Вих 3:15), де слово «навіки» (לעלם) тлумачиться в значенні «приховати, приховати». Тому справжню (таємну) вимову імені знав тільки первосвященик Єрусалимського храму, в молитвах використовується звернення Адонай (івр. אדניאדניівр. אדני, «Господь», «Владика», «Вседержитель»), в побуті — А-шем (івр. השםהשםівр. השם, «Ім'я»).
Широко відома біблійна третя заповідь «Не призивай Іме́ння Господа, Бога твого, надаре́мно...» (Вих 20:7) розглядається в юдаїзмі як заборона на вимовляння неправдивої клятви іменем Бога, а не як заборона на вимову цього імені вголос.
Оскільки у древній писемності (давньоєврейська мова) не позначалися голосні, то істинна вимова імені Бога залишається предметом гіпотез, достовірно відомі лише літери Йуд-Хей-Вав-Хей (івр. יהוהיהוהівр. יהוה, в латинській транскрипції YHWH). Буквеним позначенням цього давньоєврейського імені є тетраграматон.
«Коротка єврейська енциклопедія» дотримується російської вимови Яхве.
Самаритяни зберігають вимову Yahwe або Yahwa до теперішнього часу.
Вимова Yahweh з варіантами Yahwoh, Yehwoh ведеться по незалежних древньосемітських джерелах.

### Транслітерація тетраграматона у стародавніх авторів
Древні автори, які чули вимову тетраграматона від євреїв у давнину, а інколи безпосередньо володіли єврейською або арамейською мовами (Оріген, Епіфаній Кіпрський, Ієронім Стридонский, Феодорит Кирський), дають транслітерацію цього слова у своїх творах, змальовуючи звичаї юдеїв.
| Діодор Сицілійський (90 — 30 рр. до н. е.)       | Іао́ (Ἰαὼ)            |             |           |             |
| Іриней Ліонський (II ст)                         | Іао́ (Ἰαὼ)            |             |           |             |
| Климент Александрійський (II ст)                 | Іаоу́ (Ἰαού)          |             |           |             |
| Оріген (III ст)                                  | Іа́ (Ἰὰ)              | Аіа́ (Ἀῐά)   | Іао́ (Ἰαὼ) | Іаве́ (Ἰαβέ) |
| Епифаній Кіпрський (IV ст)                       | Іа́ (Ἰά)              | Іаве́ (Ἰαβέ) |           |             |
| Єроним Стридонський (IV век)                     | Іа (Ia)              | Іахо (Iaho) |           |             |
| Феодорит Кирський (V век)                        | Іа (Ἰα)              | Аіа́ (Ἀῐά)   | Іао́ (Ἰαὼ) | Іаве́ (Ἰαβέ) |
| Порфирій, якого цитує Євсевій Кесарйский (IV ст) | Ієво́ або Іеуо́ (Ἰευώ) |             |           |             |
| Порфирій, якого цитує Феодорит Кирський (V ст)   | Іао́ (Ἰαὼ)            |             |           |             |

На думку караїмського гебраїста Нехемії Гордона, такі грецькі транслітерації, як «Іа» та «Аіа», насправді можуть транслітерувати не стільки сам тетраграматон, скільки його скорочений варіант, який складається з першої та останньої букви: (יה), як «Іа» та (איה), як «Аіа», в останньому варіанті на початок могла бути додана протетична літера «алеф» (א) для полегшення вимови. Самаритянська  вимова «Іаве» могла також мати початки не від самого тетраграматону, а від варіанту заміни табуйованого імені на інше слово, зокрема на Йафе (יפה), що означає прекрасний, де середня буква «Фей» (פ) згідно самаритянському івриту часто вимовлялася як «β», таким чином виходила грецька транслітерація, що читається як «Іабе» або «Іаве».
Генрі О. Томпсон в «The Anchor Yale Bible Dictionary» зазначав: «Вимова ЙХВХ як Яхве — це наукове припущення».

### Наголос в слові «Єгова»
Широко поширений і увійшов в ряд європейських мов наголос тетраграматона «Jehowah» (в українській мові — Єгова). До сучасного вимови «Яхве» вона була найбільш поширеною.
Хоча насправді в найдревніших масоретських текстах, таких як «Ленінградський кодекс» і «Кодекс Алеппо», в більшості випадків відсутній середній оголос (холам), що виголошується як «про», тому твердження, що в варіант «Єгова» були вставлені наголоси від слова «Адонай», це доведено повністю.

### Етимологія і значення імені
Найбільш імовірний зв'язок імені з дієсловом hyh (івр. היההיהівр. היה; «бути»); тим самим воно допускає значення: «Він є», «Він (Бог) живий» або «Він дає життя». Пропонувалися й інші інтерпретації, наприклад «той що кидає блискавки й дощ» або «Бог говорить». Також у Єгипті (звідки євреї вийшли, згідно з біблійним оповіданням, під проводом Мойсея) існувало місячне божество Ях.
В самій Біблії ім'я Яхве пояснюється як «Я є Той, Хто Я є» чи просто — «Я є» (Вих 3:14).

## Йево в західносемітській міфології
Ряд дослідників співвідносить Яхве з язичницьким божеством деяких семітських народів по імені Йево або Йаву. Вбачається, що ці імена споріднені імені Яхве.

### Дружина Йево

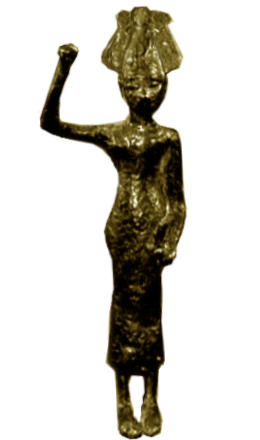
Анат. Можливо, дружина Йево

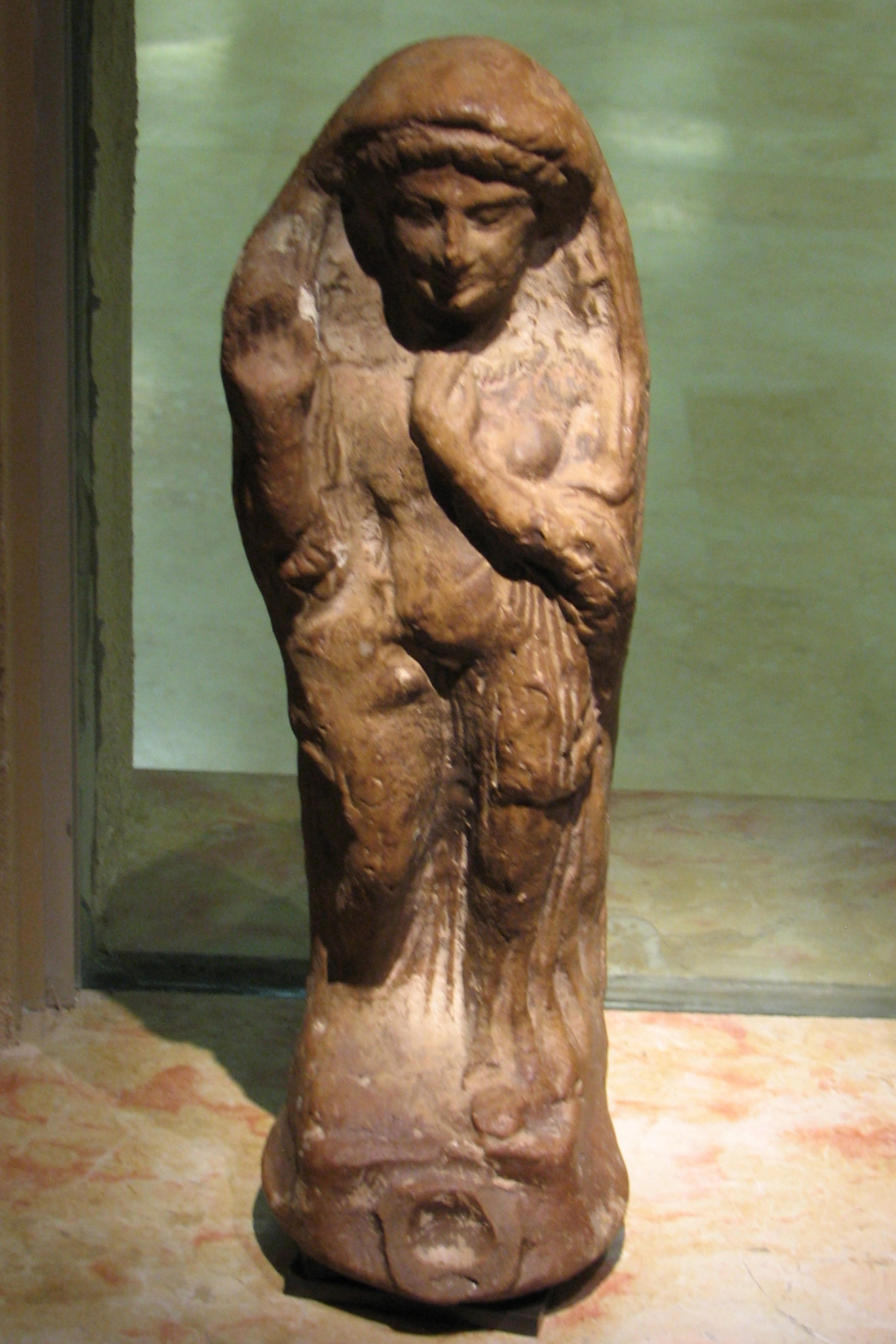
Ашера. За деякими джерелами — дружина Йево.

На думку деяких дослідників, у період переходу до монотеїзму у стародавніх євреїв Йево вважався єдиним богом, однак, який мав дружину. За одними джерелами (наприклад, згідно елефантинських папірусів) нею була Анат, за іншим — Ашера. У Старому Завіті згадується поклоніння древніх євреїв «богині неба», проти чого боровся пророк Єремія. Археологічні дані (часта знахідка статуеток Ашери) також свідчать про широке поширення її культу в Палестині, принаймні, до VI століття до н. е. Однак серед дослідників спостерігається плутанина між іменами богинь Ашери (дружини бога Ела) і Ашторет (Іштар-Астарти), які розрізняються в угаритській міфології — так само як Яхве в давнину могла ототожнюватися з Елом або сином Ела.

### Відповідності з іншими божествами
- У фінікійців він був відомий під ім'ям Йево і в Біблі під ім'ям Йехи (Йіхави). Відповідав за морську стихію і вважався покровителем р. Бейрут, де були виявлені тексти, присвячені Йево, безумовно створені під впливом міфів про Баал-Хаддаде, бога грози, сина угаритського Мулу. Ім'я останнього перейшло в іврит в номінальній формі, в значенні «бог», а функції Мулу (Ела) увібрав Яхве. У Палестині вважався покровителем давньоізраїльского союзу племен і, ймовірно, покровителем Едома. Бореться з Йамму (морем) і левіафаном та здобуває перемогу[45].

- Припускають, що в загальному західносеміцькому пантеоні Йево був владикою водної стихії, можливо, мав відношення до шумеро-аккадського бога Еа (що, однак, сумнівно, бо Еа був противником Енліля, який послав Всесвітній Потоп.

Втім, така плутанина типова для споріднених, але не співпадаючих міфологій, пор. Уран/Зевс у греків і Дьяус/Індра у індоаріїв).
Згідно юдаїзму, Бога Ізраїлю не слід порівнювати з давніми язичницькими божествами тільки на гіпотетичній схожості імен, тим більше, що вимова «Яхве» в юдаїзмі вважається помилковою.

## Яхве в Старому Завіті
У Старому Завіті Яхве (в більшості перекладів зазвичай замінюється словом «Господь») — особистий монотеїстичний Бог народу Ізраїлю, що вивів євреїв з Єгипту і дав Мойсею божий Закон. Служіння Яхве протиставляється в Старому Завіті культу «інших богів». Історія взаємин народу Ізраїлю з Яхве складає центральний сюжет Старого Завіту.
Яхве в Біблії діяльно бере участь у долі Ізраїлю та інших народів, відкривається пророкам, дає заповіді, карає за непослух.
Сприйняття особистості старозавітного Бога було різним у різних релігійних та філософських вченнях. Так, із християнської точки зору підкреслювалася як спадкоємність по відношенню до нього новозавітного поняття про Бога, так і відмінності між ними.

## Юдаїзм
В юдаїзмі немає жодного авторитетного релігійного джерела, що підтверджує вимову чотирилітерного імені Бога Яхве.[джерело?]
Крім того, пропущені голосні в середині будь-якого слова після літери «Хе» (Ях?ве) є порушенням граматики івриту.
Ортодоксальний рабин Ісроеля Зельман вважає, що вимова Єгова «більш або менше схожа (на вимову сьогодення)»
Згідно традиційного коментаря, в молитві і при читанні Тори закон зобов'язує замінювати це ім'я на «Адонай» (в розмовній мові замінюється на «Ашем» (букв. Це Ім'я)). Як слово мови воно не має значення. Чотири літери являють собою накладення один на одного трьох слів: «був», «є» і «буде». Таким чином, тетраграмматон вказує на одвічне, безперервне, незалежне ні від кого існування. Будь-який переклад чотирилітерного Імені на іншу мову може розглядатися лише як орієнтовне роз'яснення сенсу слова. Тора вперше вживає чотирилітерне ім'я ЙХВХ тільки в кінці акту творіння тому, що це ім'я вказує на те, що мова йде про виявлені заходи милості Всевишнього, в той час, як ім'я Елогім (Бог) — про виявлення заходи суду. Мідраш розповідає, що при створенні світу Всевишній як би міркував Сам із Собою: «Якщо Я створю світ, спираючись тільки на милість, — гріх буде переважати всюди. Якщо Я створю світ, поклавши в основу тільки принцип суду, — світ не зможе встояти. Тому Я використовую як запобіжні милості, так і міру суду». У першій главі книги Берешит, в якій описано світобудову в цілому, вживається ім'я Елогім. У другій главі, де починається розповідь про людину, на перше місце висувається ім'я Адонай. Існування людини неможливе, якщо не проявляється Божественна міра милості.
У Талмуді містяться вказівки переписувачам Святого Письма як слід писати ім'я Бога. Так, перенесення частини імені на наступний рядок забороняється; забороняється також виділяти ім'я Бога золотими або срібними буквами (на противагу християнським рукописам, в яких ім'я Ісуса часто виділялося саме таким чином).

## Християнство
В ортодоксальному християнстві ім'я Яхве приписують всім трьом особам Божества; під ім'ям Яхве Мойсею і пророкам з'являвся Син Божий (Ісус до втілення). Яхве називають Отцем, бо Він — Творець, Законодавець, захисник, Божество, верховний і могутній Владика.
Синодальний переклад, як правило, передає тетраграмму (YHWH) словом «Господь».
Вимова «Ягве» використовується в християнському світі вже понад 200 років, але в більшості перекладів Біблії на українську мову зустрічається дуже рідко (Вих 6:3, Вих 15:3) і замінено на інші імена (в основному Господь).